# Kushovë
Kushovë là một xã trong quận Gramsh thuộc hạt Elbasan, Albania. Dân số năm 2005 là 1349 người.